# Евангелос Франгядакис
Евангелос К. Франгядакис или Франгиедакис, известен като капитан Галянос (на гръцки: Ευάγγελος Φραγκιαδάκης, καπετάν Γαλιανός), е гръцки андартски капитан, деец на гръцката въоръжена пропаганда в Македония.

## Биография
Евангелос Франгядакис е роден в 1869 година в Галос или Принес, предградия на град Ретимно на остров Крит, тогава в Османската империя, днес Гърция. Взима участие в Критското въстание и в Гръцко-турската война от 1897 година.
След това се включва в гръцката въоръжена пропаганда в Македония, начело на чета от 84 души. През 1904 година заедно с Георгиос Цондос се включва в борбата с ВМОРО. След сблъсък с османска част в планината Мурик е заловен и затворен в Битоля. Амнистиран е в 1908 година след Младотурската революция.
В 1912 година Франгядакис участва в Балканската война.
Франгядакис умира в 1951 година в Ретимно.